# Blickender Schein
Blickender Schein, auch leibliche Beweisung (mhd. blickender schin, lat. evidentia ocularis), ist ein Begriff aus der älteren, mittelalterlichen deutschen Rechtssprache und bezeichnet das Beweismittel eines durch das Gericht oder einzelne Gerichtsmitglieder mit den Augen wahrgenommenen Tatbestands oder Geschehens. Der blickende Schein spielte eine besondere Rolle bei der handhaften Tat, wenn der auf frischer Tat ertappte Täter samt Beute dem Gericht zugeführt wurde.
Vom 15. Jahrhundert an setzte sich die Bezeichnung Augenschein (ougenschin; inspectio ocularis, probatio ad oculum) durch. Im Inquisitionsprozess war der Richter verpflichtet, beispielsweise im Falle eines Totschlags durch Inaugenscheinnahme des Tatorts und der Leiche Tatbeweise festzustellen.